# Matsumae
Matsumae (松前町 Matsumae-chō?) es un pueblo situado en el distrito homónimo, en la subprefectura de Oshima, que forma parte de la isla de Hokkaidō (Japón). Tiene una población de 6260 habitantes según el censo de 2020, distribuidos en una superficie de 293.11 kilómetros cuadrados. Base del antiguo han de Matsumae, cuenta con el único castillo del período Edo en la isla, la fortaleza de Matsumae.

## Historia

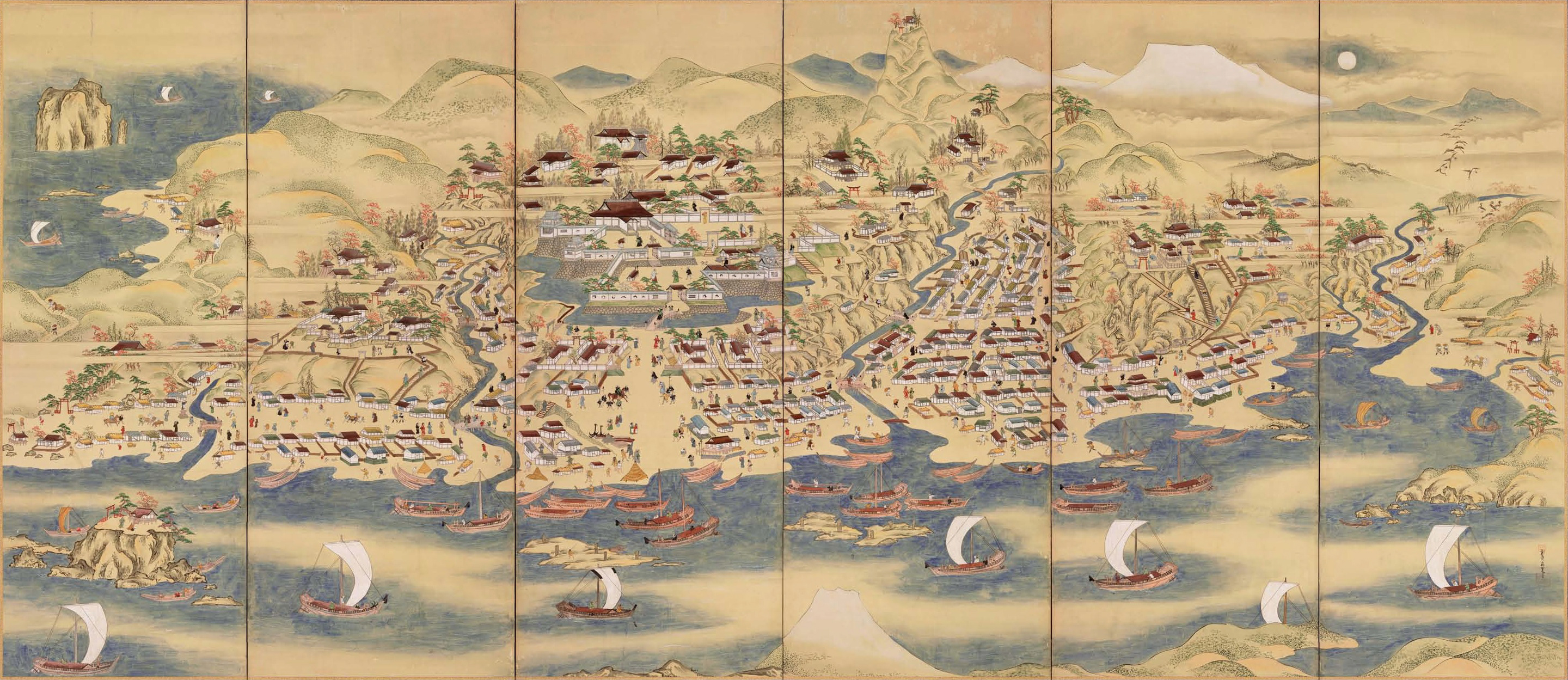
Biombo de mediados del siglo que muestra Matsumae y su puerto, por Kodama Teiryo.

La localidad fue la sede del clan Matsumae, cuyo primer líder, Keisuke Matsumae, construyó la fortificación local en 1606. Este constituía la frontera norte de Japón frente a las tierras inexploradas de Hokkaidō. En 1849 el shogunato Tokugawa mandó construir el castillo en la forma que se conserva en la actualidad. Por su posición estratégica, el pueblo constituyó un punto de defensa entre la isla y Honshu. Durante la guerra Boshin, los remanentes del shogunato atacaron con éxito la fortaleza junto con el fuerte Goryōkaku en Hakodate.

## Geografía
El pueblo se encuentra en el extremo sur de la península de Oshima. También pertenecen a la administración local dos islas en el estrecho de Tsugaru, Ōshima y Kojima. Junto con Kaminokuni y Fukushima, Matsumae comparte lel límite con el monte Daisengen, y cuenta con la ruta más corta para llegar a la cima de la montaña.

### Clima
| Parámetros climáticos promedio de Matsumae, Hokkaido (1991−2020 normales, extremas 1977−presente) | Parámetros climáticos promedio de Matsumae, Hokkaido (1991−2020 normales, extremas 1977−presente) | Parámetros climáticos promedio de Matsumae, Hokkaido (1991−2020 normales, extremas 1977−presente) | Parámetros climáticos promedio de Matsumae, Hokkaido (1991−2020 normales, extremas 1977−presente) | Parámetros climáticos promedio de Matsumae, Hokkaido (1991−2020 normales, extremas 1977−presente) | Parámetros climáticos promedio de Matsumae, Hokkaido (1991−2020 normales, extremas 1977−presente) | Parámetros climáticos promedio de Matsumae, Hokkaido (1991−2020 normales, extremas 1977−presente) | Parámetros climáticos promedio de Matsumae, Hokkaido (1991−2020 normales, extremas 1977−presente) | Parámetros climáticos promedio de Matsumae, Hokkaido (1991−2020 normales, extremas 1977−presente) | Parámetros climáticos promedio de Matsumae, Hokkaido (1991−2020 normales, extremas 1977−presente) | Parámetros climáticos promedio de Matsumae, Hokkaido (1991−2020 normales, extremas 1977−presente) | Parámetros climáticos promedio de Matsumae, Hokkaido (1991−2020 normales, extremas 1977−presente) | Parámetros climáticos promedio de Matsumae, Hokkaido (1991−2020 normales, extremas 1977−presente) | Parámetros climáticos promedio de Matsumae, Hokkaido (1991−2020 normales, extremas 1977−presente) |
| Mes                                                                                               | Ene.                                                                                              | Feb.                                                                                              | Mar.                                                                                              | Abr.                                                                                              | May.                                                                                              | Jun.                                                                                              | Jul.                                                                                              | Ago.                                                                                              | Sep.                                                                                              | Oct.                                                                                              | Nov.                                                                                              | Dic.                                                                                              | Anual                                                                                             |
| ------------------------------------------------------------------------------------------------- | ------------------------------------------------------------------------------------------------- | ------------------------------------------------------------------------------------------------- | ------------------------------------------------------------------------------------------------- | ------------------------------------------------------------------------------------------------- | ------------------------------------------------------------------------------------------------- | ------------------------------------------------------------------------------------------------- | ------------------------------------------------------------------------------------------------- | ------------------------------------------------------------------------------------------------- | ------------------------------------------------------------------------------------------------- | ------------------------------------------------------------------------------------------------- | ------------------------------------------------------------------------------------------------- | ------------------------------------------------------------------------------------------------- | ------------------------------------------------------------------------------------------------- |
| Temp. máx. abs. (°C)                                                                              | 11.1                                                                                              | 13.8                                                                                              | 15.3                                                                                              | 23.3                                                                                              | 25.7                                                                                              | 29.3                                                                                              | 33.3                                                                                              | 33.1                                                                                              | 31.5                                                                                              | 24.9                                                                                              | 20.3                                                                                              | 15.8                                                                                              | '                                                                                                 |
| Temp. máx. media (°C)                                                                             | 1.9                                                                                               | 2.4                                                                                               | 5.8                                                                                               | 11.0                                                                                              | 15.9                                                                                              | 20.0                                                                                              | 23.7                                                                                              | 25.9                                                                                              | 23.1                                                                                              | 17.3                                                                                              | 10.7                                                                                              | 4.5                                                                                               | 13.5                                                                                              |
| Temp. media (°C)                                                                                  | -0.5                                                                                              | -0.1                                                                                              | 3.0                                                                                               | 7.9                                                                                               | 12.5                                                                                              | 16.6                                                                                              | 20.6                                                                                              | 22.7                                                                                              | 19.8                                                                                              | 14.1                                                                                              | 7.8                                                                                               | 1.9                                                                                               | 10.5                                                                                              |
| Temp. mín. media (°C)                                                                             | -3.0                                                                                              | -2.7                                                                                              | 0.1                                                                                               | 4.7                                                                                               | 9.4                                                                                               | 13.5                                                                                              | 18.1                                                                                              | 20.0                                                                                              | 16.7                                                                                              | 10.9                                                                                              | 4.8                                                                                               | -0.7                                                                                              | 7.7                                                                                               |
| Temp. mín. abs. (°C)                                                                              | -10.6                                                                                             | -10.4                                                                                             | -7.9                                                                                              | -3.7                                                                                              | 2.2                                                                                               | 6.3                                                                                               | 10.6                                                                                              | 12.6                                                                                              | 7.6                                                                                               | 2.7                                                                                               | -6.1                                                                                              | -11.4                                                                                             | '                                                                                                 |
| Precipitación total (mm)                                                                          | 87.1                                                                                              | 72.9                                                                                              | 63.9                                                                                              | 73.5                                                                                              | 97.5                                                                                              | 80.0                                                                                              | 124.9                                                                                             | 157.5                                                                                             | 155.2                                                                                             | 115.5                                                                                             | 122.0                                                                                             | 106.0                                                                                             | 1251.3                                                                                            |
| Días de lluvias (≥ 1 mm)                                                                          | 18.4                                                                                              | 15.5                                                                                              | 13.3                                                                                              | 10.3                                                                                              | 10.2                                                                                              | 8.7                                                                                               | 10.4                                                                                              | 9.8                                                                                               | 11.5                                                                                              | 12.4                                                                                              | 15.7                                                                                              | 18.9                                                                                              | 155.1                                                                                             |
| Horas de sol                                                                                      | 46.9                                                                                              | 66.7                                                                                              | 132.3                                                                                             | 175.7                                                                                             | 173.4                                                                                             | 159.2                                                                                             | 137.4                                                                                             | 170.3                                                                                             | 171.1                                                                                             | 153.3                                                                                             | 82.1                                                                                              | 50.1                                                                                              | 1518.5                                                                                            |
| Fuente n.º 1: JMA                                                                                 |                                                                                                   |                                                                                                   |                                                                                                   |                                                                                                   |                                                                                                   |                                                                                                   |                                                                                                   |                                                                                                   |                                                                                                   |                                                                                                   |                                                                                                   |                                                                                                   |                                                                                                   |
| Fuente n.º 2: JMA                                                                                 |                                                                                                   |                                                                                                   |                                                                                                   |                                                                                                   |                                                                                                   |                                                                                                   |                                                                                                   |                                                                                                   |                                                                                                   |                                                                                                   |                                                                                                   |                                                                                                   |                                                                                                   |

## Demografía
Matsumae presenta un crecimiento poblacional a la baja. Mientras que en el año 2000 contaba con 11 108 habitantes, esta cifra se fue reduciendo hasta los 8748 en 2010 y los 6260 en 2020. Ese mismo año también contaba con una población envejecida, ya que los segmentos correspondientes a la franja de edad de entre sesenta y ochenta años eran los más elevados.

## Cultura

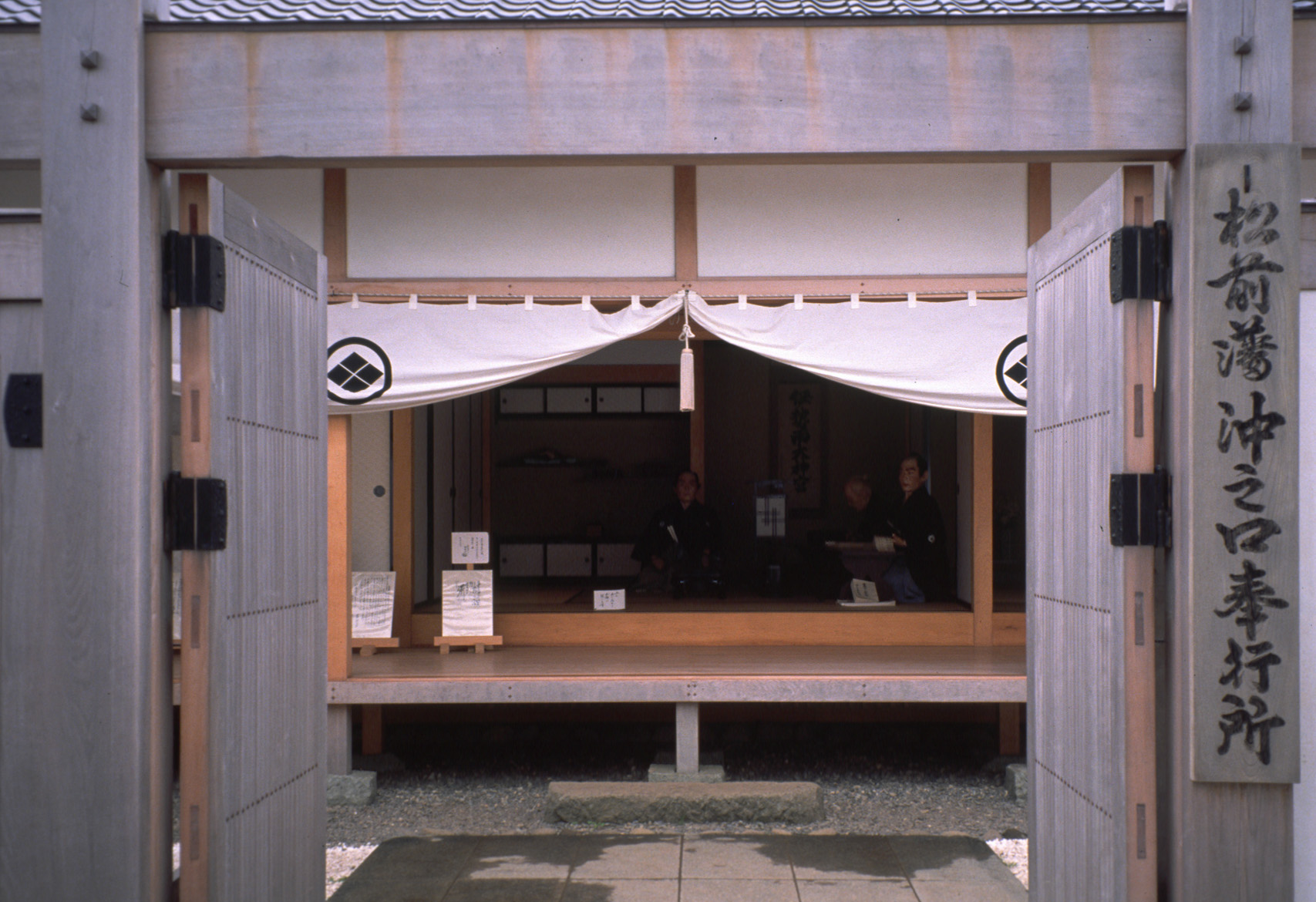
Recreación de la oficina de administración del dominio de Matsumae

Alrededor del Castillo de Matsumae se encuentra el Parque Matsumae, que cuenta con más de 10 000 cerezos de más de 250 variedades y está clasificado entre los mejores lugares para contemplar los cerezos en flor del país. Al lado de los terrenos del castillo se ubica también el Ryūun-in, el templo budista del distrito. Cerca se puede encontrar el Matsumaehan Yashiki, un parque temático que recrea catorce viviendas y comercios samuráis propios del período Edo.
El pueblo cuenta con un museo dedicado al túnel Seikan, que lleva su nombre, además del museo Yokozuna, que exhibe objetos relacionados con dos luchadores de sumo locales, Chiyonoyama y Chiyonofuji.
Entre la gastronomía del lugar se pueden nombrar los encurtidos de marisco matsumaezuke, que son típicos de la zona.